# GAZ–66
A GAZ–66 a Szovjetunióban, a Gorkiji Autógyárban (GAZ) gyártott 4x4-es hajtásképletű, 2 tonnás katonai tehergépkocsi. Elsősorban katonai feladataokra alkalmazták, az 1960-as évektől a Szovjet Hadsereg legelterjedtebb tehergépkocsija volt. A katonai feladatokon túl a mezőgazdaságban és számos más speciális feladatkörben (kőolajbányászat, tűzoltó jármű) is előfordult. Nagy mennyiségben exportálták. A jármű alvázán több speciális járművet is kialakítottak.

## Története
A járművet R. G. Zavorotnij (később O. Obrazcov) vezető konstruktőr tervezőcsoportja fejlesztette ki Alekszandr Dmitrijevics Proszvirin, a GAZ gyár főkonstruktőre irányítása alatt a GAZ–63 leváltására. A jármű alapja az 1,2 tonna teherbírású, összességében sikertelen és csak kis mennyiségben gyártott GAZ–62-es tehergépkocsi volt. A GAZ–66 ennek továbbfejlesztett változata. A GAZ–66 első prototípus 1962-ben készült el. A járműhöz szánt sorozatgyártású motor késése miatt a sikeres teszteket követően csak 1964 júliusában kezdték el a sorozatgyártását. 1966-ban aranyérmet nyert a moszkvai mezőgazdasági gépipari kiállításon, majd 1967-ben a lipcsei mezőgazdasági gépipari kiállításon is.
A sorozatgyártás kezdetén az alapváltozatok az árnyékolt elektromos berendezésekkel épített GAZ–66E, a GAZ–66A, valamint a központi nyomásszabályozórendszerrel ellátott GAZ–66AE voltak. Később a központi nyomásrendszer minden jármű alapfelszereltségéhez tartozott. A modelleket átnevezték és a 66-01, valamint a a 66-02 volt a két sorozatgyártású alapváltozat. Az első szovjet gépjárműként 1969 áprilisában megkapta az 1967-ben létrehozott kiváló árú jelzést (znak kacsesztva).
1966-1967-ben a GAZ–66 alapján kifejlesztettek egy 6×6-os hajtásképletű, 3 tonna teherbírású változatot GAZ–34 jelzéssel, valamint egy 6×4 hajtásképletű, 7 tonna teherbírású járművet. Ezek a sorozatgyártásig nem jutottak el, mert arra az időre már elkezdődött a hasonló jellemzőkkel rendelkező ZiL–131-es tehergépkocsik sorozatgyártása.
1981-ben a jármű új lámpákat, 1984-ben új fékberendezést és erősebb, 120 LE teljesítményű motort kapott, ezeket 1985-től gyártották. 1993-ban hazai, orosz dízelmotorral is gyártották, melyet a NAMI fejlesztett ki, de készült kísérleti jelleggel Cummins dízelmotorral és automata váltóval felszerelt változat is.
A GAZ-nál 1995-ben fejezték be a nagy sorozatú gyártást. Kisebb példányszámban még tovább gyártották, az utolsó gyártott változat a GAZ–66–40 volt, melynek gyártását 1999-ben fejezték be. A teljes gyártási darabszám 965 941. A típust a GAZ-nál a gyártósoron a GAZ–3308 Szadko váltotta fel.

## Műszaki jellemzői
A kétszemélyes vezetőfülke fémépítésű, a motor fölött helyezkedik el. Ezzel a megoldással növelni lehetett a teherplató méretét. A vezetőfülkébe egy kiegészítő alvóhely is felfüggeszthető. A motorhoz való hozzáférés érdekében előre lehet dönteni a kabint. A kabin fűthető, szélvédő mosóval felszerelve. A fülke hátoldalára, függőlegesen rögzítették a pótkereket. A kezelőszervei közül a sebességváltó karja kissé szokatlan módon, a megszokottól hátrébb helyezkedik el.
Alváza létraváz, a merev tengelyek hosszanti elhelyezésű félelliptikus laprugókkal kapcsolódnak hozzá. Elöl-hátul kettős működésű hidraulikus lengéscsillapítók kerültek beépítésre. A hidak "ZF" rendszerű önzáró differenciálművel vannak felszerelve, ezek a növelt belső súrlódás révén képesek a 80%-os zárásra.
Fékrendszer hidraulikus, vákuumos rásegítővel. A kormánymű hidraulikus rásegítővel készült.
A tengelykapcsoló hidraulikus működtetésű, tárcsás, száraz, csavarrugós. A négyfokozatú sebességváltómű harmadik és negyedik fokozata szinkronizált. Az elsőkerék-hajtás kapcsolható.
A tehergépkocsiba sorozatgyártású modellként elsőként építettek be a szovjet járműgyártás történetében V8-as hengerelrendezésű motort. A járműbe a Zavolzsjei Motorgyár ZMZ–66-os motorját építették, amely a ZMZ–53-as motor módosított változata. Az aluminium egységek miatt a motor könnyebb volt és a V8-as hengerelrendezésnek köszönhetően rövid és kompakt felépítésű. A kompakt motor alkalmazása miatt azt a vezetőfülke alatt lehetett elhelyezni A 4,25 liter hengerűrtartalmú motor maximális teljesítménye 115 LE. A z 1980-es években a motort is korszerűsítették.

## Típusváltozatok
- GAZ–66-01 – alapváltozat, vezetőfülkéből szabályozható gumiabroncs légnyomásszabályozó rendszerrel
- GAZ–66-02 – módosított, csörlővel ellátott változat
- GAZ–66–04 /05 – árnyékolt elektromos rendszerrel ellátva
- GAZ–66–51 /52 /54 /55 – trópusi éghajlati viszonyok közti üzemeltetésre felkészítve

### GAZ–66 GF–10/12–TÜ.2

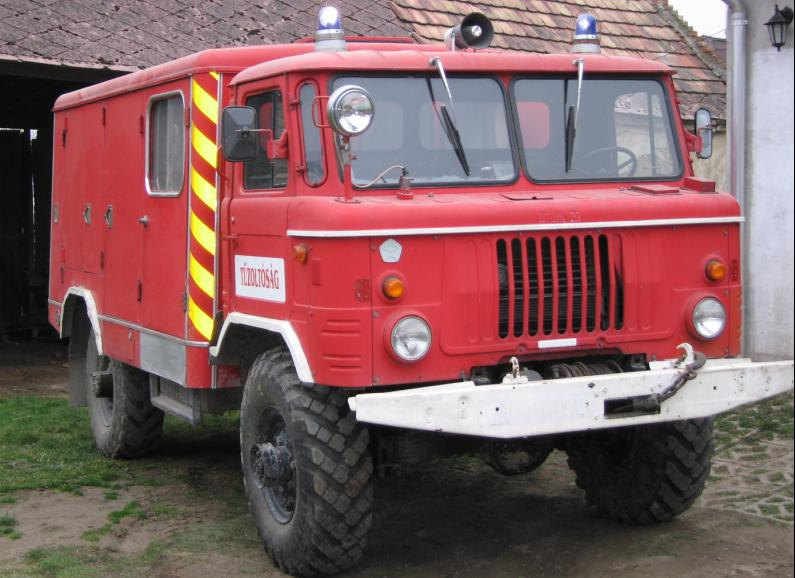
GAZ–66 TÜ-2

A GAZ–66 GF–10/12–TÜ.2 Magyarországon készített könnyű gépjárműfecskendő, amelyet a Tü.1-es sorozatot leváltására alakítottak ki. Az esztergomi Labor Műszeripari Művek a prototípust az 1975-ben készítette el. 1974-től 1986-ig számos eredetileg katonai célra épített GAZ–66-ost alakítottak át a magyar tűzoltóságok részére. A jármű beceneve „Tetű”.
A bemutatók során terepen jól vizsgázó gépek a későbbiekben a felmálházás után (teljes terhelés) a városi közlekedésben már sajnos nem bizonyultak ilyen előnyösnek. A széles gumikerekek a műúton jelentősen növelik a gördülési ellenállást ebből adódóan a gépjárműnek jelentős az üzemanyag fogyasztása is. A GAZ–66 TÜ-2 "TETÜ" típusjelzés ebből az időszakból ered.
A budapesti nehézkes működtetés miatt számos darabot a vidéki tűzoltó állomásoknak adtak át, ahol némelyik darab még ma is szolgálatot teljesít.

## Műszaki adatok
- Össz. gördülőtömeg: 5470 kg
- Saját tömeg: 3470 kg
- Szállítható tömeg: 2000 kg
- Vontatható tömeg: 2000 kg
- Kerékképlet: 4*4

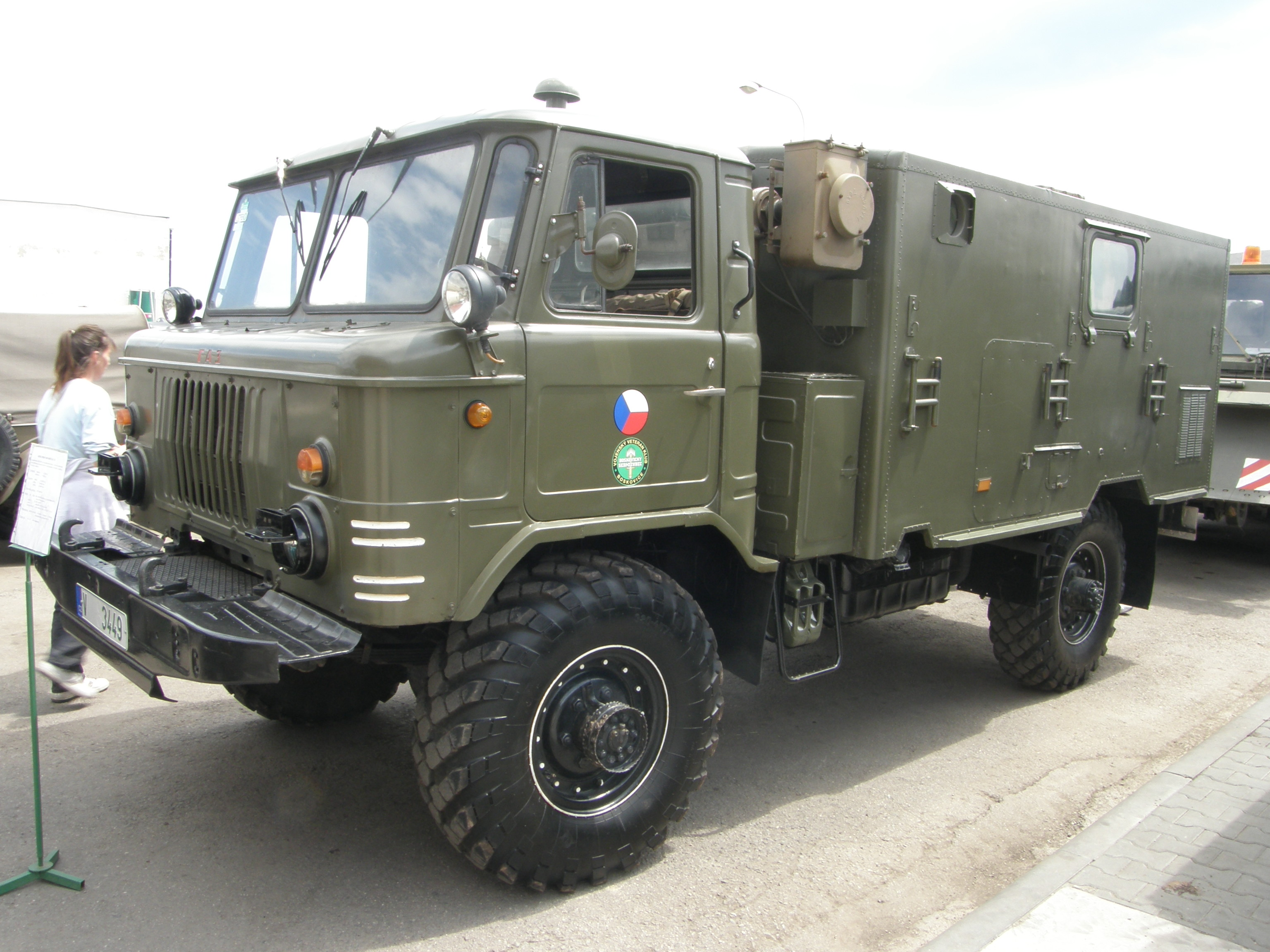
GAZ–66 dobozos 1

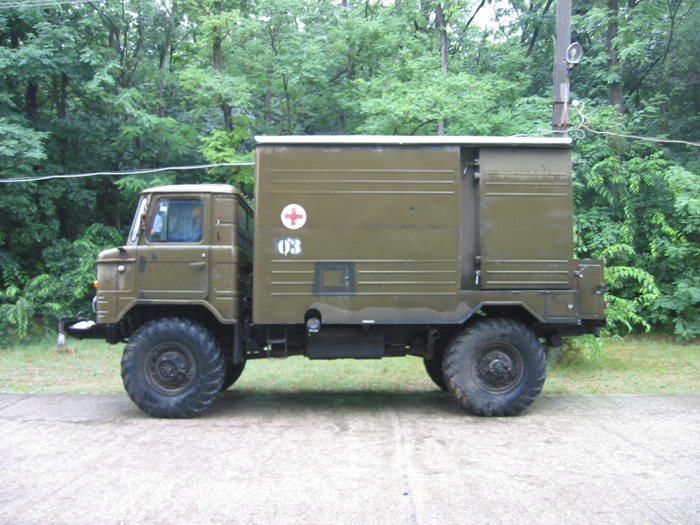
GAZ–66 Vegyvédelmi

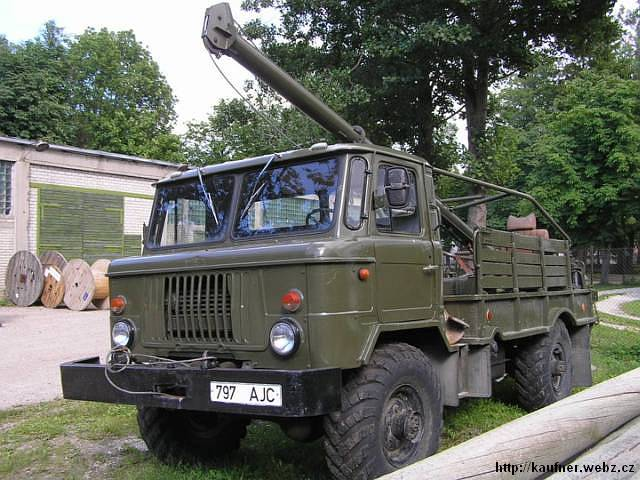
GAZ–66 Kútfúró

- Fajlagos teljesítmény: 15,56 kw/t
- Hosszúság: 5655 mm
- Szélesség: 2340 mm
- Magasság: 2525 mm
- Rakfelület mérete: 3330 mm*2050 mm
- Hasmagasság: 315 mm
- Terepszög elöl/hátul: 42°/32°
- Minimális forduló körsugár: 9,5 m
- Nyomtáv elöl/hátul: 1800 mm/1750 mm
- Tengelytáv: 3300 mm
- Max. sebesség műúton: 90–95 km/h
- Üzemanyagtartály térfogata: 210 l
- Hatótáv műúton: 800 km
- Lejtőmászó, kapaszkodó képesség: 30°
- Gázlóképesség: 0,8 m
- Kerékabroncsok száma/mérete: 4+1/12.00-18
- Motor típusa: ZMZ-66 Motor
- rendszere: benzinüzemű, négyütemű, vízhűtéses
- Hengerek elrendezése/száma: V/8
- Lökettérfogat: 4250 cm³
- Max. teljesítmény (kw/LE): 85/116 3200 ford/perc
- Max. nyomaték: 29 mkp /2500 ford/perc
- Üzemanyag fogyasztás: 30–40 l/100 km
  - műúton: 24 l/100 km
- Sűrítési arány: 6,7
- Sebességváltómű: 4+1 fokozatú, kézikapcsolású (3-4. fokozat szinkronizált)
- Tengelykapcsoló: egytárcsás, száraz
- Fékrendszer: 
  - üzemi: hidropneumatikus
  - rögzítő: mechanikus
- Gyújtási sorrend 1-5-4-2-6-3-7-8
- Szikrahézag: min. 0,6 mm
- Gyújtógyertyák: A-11U vagy A 15B Hőérték 175C